# Вимірювальний прилад

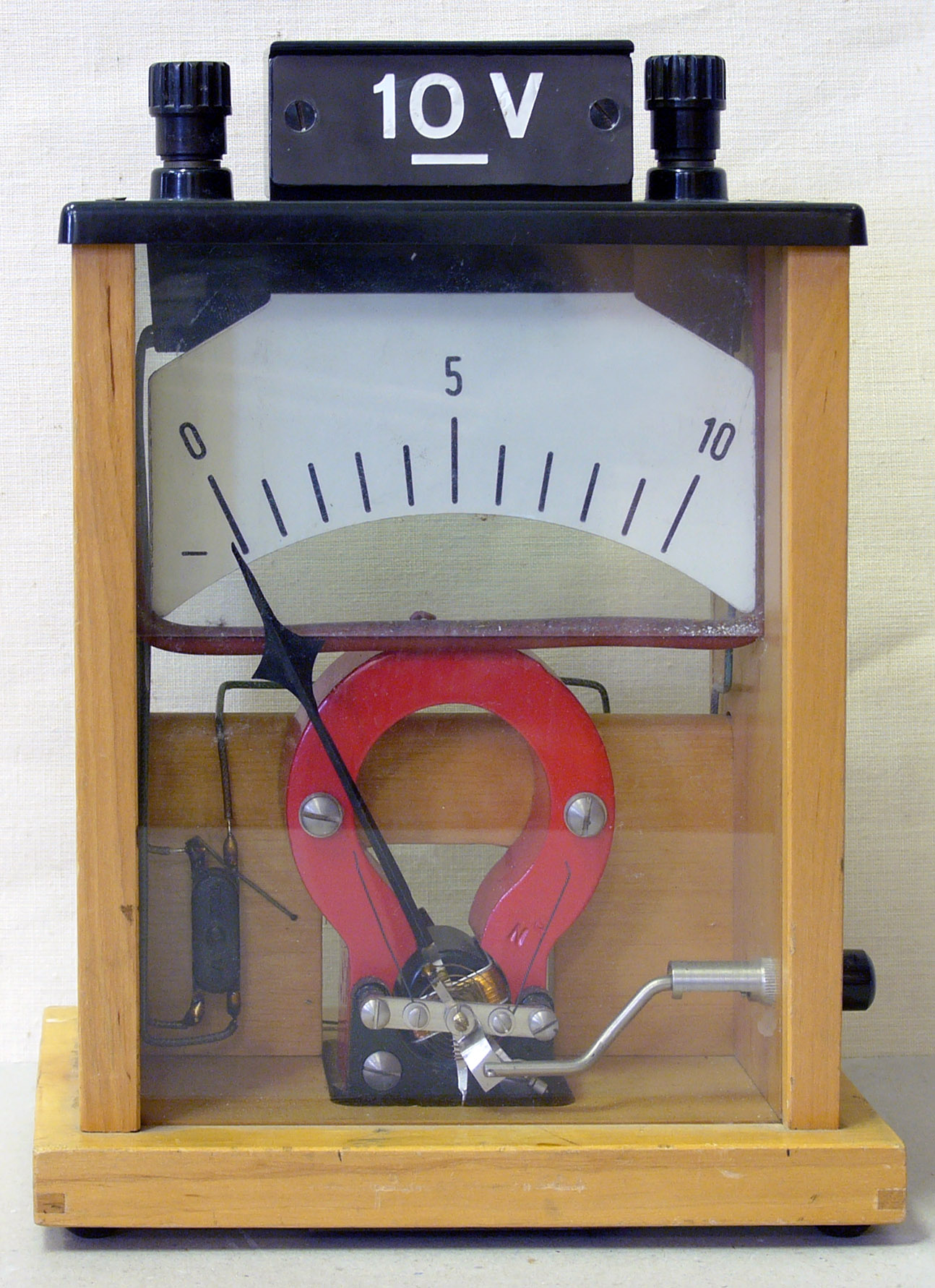
Аналоговий лабораторний вольтметр з показувальним пристроєм типу «шкала — покажчик»

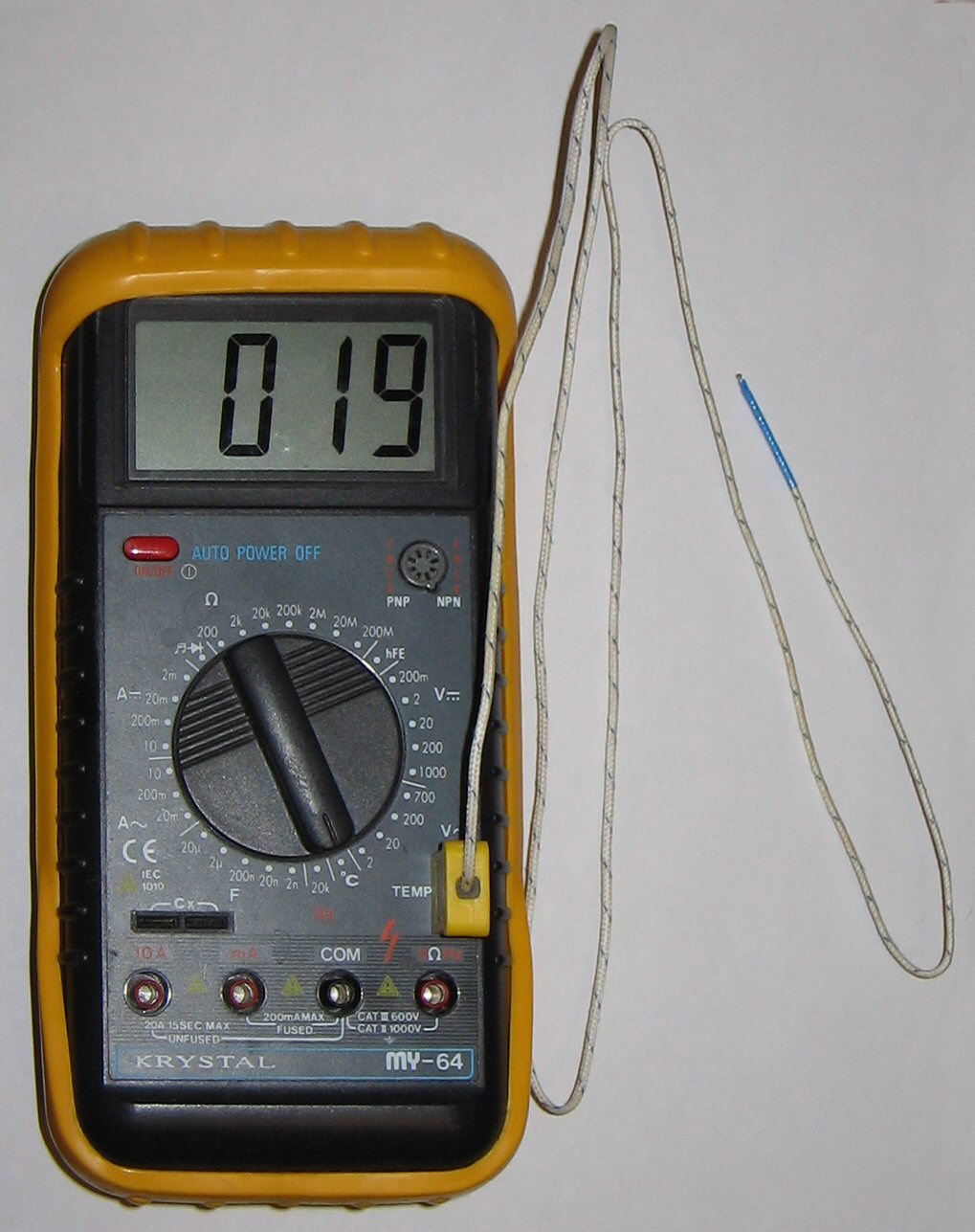
Цифровий мультиметр у режимі вимірювання температури з використанням термопари

Вимі́рювальний при́лад (англ. indicating instrument; measuring instrument; нім. Ausmessungsgerät n, Messgerät n) — засіб вимірювань, в якому створюється зоровий сигнал вимірюваної інформації. Основне призначення вимірювальних приладів — наочний показ дослідного параметра за допомогою показувального пристрою, запис його значення на різних носіях, вироблення сигналу поточного значення для системи автоматичного регулювання. Деякі вторинні прилади містять контактну групу для сигналізації граничних значень параметра та інтегратор.

## Класифікація
Крім показних функцій, вимірювальні прилади можуть виконувати і реєструвальні функції. Реєструвальні вимірювальні прилади, поділяють на самописні (барографи, термографи, шлейфові осцилографи), що видають покази у формі діаграми (графіка), та друкові, які видають результат вимірювань у цифровій формі на паперовій стрічці. Реєструвальні прилади знаходять застосування при вимірюванні фізичних величин — параметрів процесів чи властивостей об'єктів у динамічних режимах, коли значення вимірюваної величини (температура, тиск) безперервно змінюються.
Вимірювальні прилади класифікуються за декількома ознаками:
- за видом подання результатів  — аналогові (безперервні) і цифрові (дискретні);
- за видом структурної схеми — прилади прямого вимірювання і прилади, що працюють за принципом компенсації;
- за типом обчислювального пристрою, що використовується: сумувальні, інтегруючі і з обчисленням складних функцій;
- за характером використання — стаціонарні (щитові) і переносні;
- за видом енергії, що використовується — електричні, пневматичні і гідравлічні прилади.

Основні риси аналогових приладів прямого вимірювання — малопотужний вихідний сигнал, здатний перемістити тільки стрілку відносно шкали, і відсутність зворотного зв'язку. Приклади таких приладів — логометри, вольтметри, амперметри тощо.

## Основні параметри вимірювальних приладів
Вимірювальні прилади характеризуються наступними параметрами:
Діапазон вимірювань — метрологічна характеристика, що визначає розбіг значень вимірюваної величини, в межах якого пронормовані похибки засобу вимірювань.
Поріг чутливості — найменше значення вимірюваної величини, яка може бути виявлена засобом вимірювань.
Чутливість пов'язує зміну значення вимірюваного параметра з відповідною йому зміною показів приладу.
Точність — ступінь збіжності показань вимірювального приладу з істинними значеннями вимірюваних величин. Чим менша ця різниця, тим більша точність приладу. (Див. клас точності).
Стабільність (сталість) — здатність засобу вимірювальної техніки зберігати свої метрологічні характеристики в заданих межах, протягом заданого проміжку часу.